# 克拉斯諾霍里夫卡
克拉斯諾霍里夫卡（羅馬化：Krasnohorivka，發音：[krɐsnoˈɦɔr⁽ʲ⁾iu̯kɐ]），又按俄语名译为克拉斯諾戈羅夫卡，是乌克兰顿涅茨克州波克羅夫斯克區马林卡市镇内的城市。該市距離法理上的州府頓涅茨克23公里，面積11平方公里，海拔高度149米，2021年人口約為16,000人，2024年人口数量为346人。

## 历史
始建於19世紀中葉。1895年，一家防火材料工廠在克拉斯諾戈羅夫卡成立。1935年獲得蘇聯的城市地位。1941年10月本地曾被納粹德國佔領，1943年9月為蘇聯紅軍收復。至1989年時，該市人口約19,000人。
2014年4月中旬开始，该市被頓巴斯親俄武裝占领。8月1日，烏克蘭軍隊收復該市。
2015年11月5日，烏克蘭武裝部隊指控顿涅茨克“民兵”砲擊頓涅茨克克拉斯諾霍里夫卡的住宅大樓。
2020年9月6日，位于该市附近的乌军阵地遭到亲俄武装袭击，1名乌军士兵在袭击中受伤。
2022年，乌军由此地向顿涅茨克市频繁进行炮击。12月21日，俄罗斯国防部称俄羅斯空天軍克拉斯諾戈羅夫卡地区擊落了一架烏克蘭Su-25飛機和一架Mi-8直升機。
2023年11月27日，俄军摧毀了克拉斯諾戈羅夫卡地區的乌軍彈藥庫。2023年，俄軍已經控制克拉斯諾戈羅夫卡運送物資的高速公路的一部分，烏克蘭武裝部隊無法再為駐紮在馬林卡的駐軍提供補給。
2024年3月12日，烏克蘭總統顧問揚·加金表示，俄羅斯軍事人員摧毀了烏克蘭武裝部隊位於克拉斯諾戈羅夫卡的指揮所，那裡有烏克蘭高級軍官。4月8日，俄军攻入克拉斯诺霍里夫卡东南部。5月4日，俄罗斯国防部称，击退乌军在此地的反击。5月8日，烏克蘭國防部承認，俄軍已攻入克拉斯诺霍里夫卡的邊陲地帶。8月，俄国防部宣称俄罗斯已控制该地的城市街区。此后俄军于9月9日完全控制克拉斯诺霍里夫卡。
本市是烏克蘭部隊在頓涅茨克方向防禦的重要後勤樞紐，除了工業生產外，烏軍還設有修復受損設備的基地。

## 图集

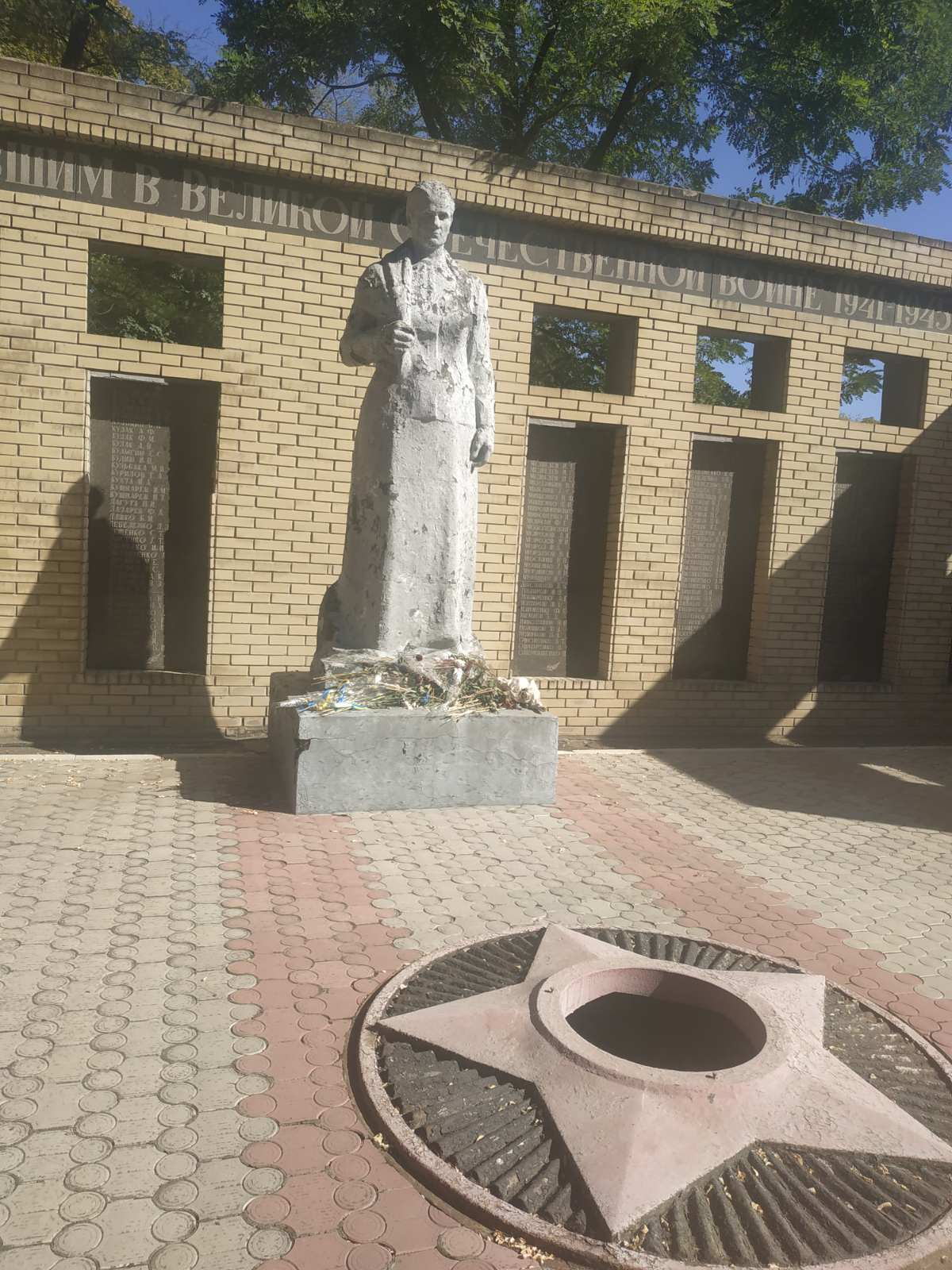

## 備注
1. ↑  俄语：，羅馬化：Krasnogorovka

## 來源
1. ↑  .   [2024-08-25]. （原始内容存档于2024-12-15）.
2. ↑  周定国 (编). . . 北京: 中国对外翻译出版公司: 496. 2008-01. ISBN 978-7-500-10753-8. OCLC 885528603. OL 23943703M. NLC 003756704.（简体中文）
3. ↑  李夜; 周俊英 (编). . . 北京: 商务印书馆: 413. 1999-08. ISBN 978-7-100-02651-2. OCLC 1054273558. NLC 000018054.（简体中文）
4. ↑  . novosti.dn.ua.   [2024-08-25]. （原始内容存档于2024-12-15） （俄语）.
5. ↑  . The Irish Times.   [2023-06-28]. （原始内容存档于2022-07-04）.
6. ↑  .   [2023-06-28]. （原始内容存档于2014-08-08）.
7. ↑   . TACC. 2015-11-05  [2024-05-05]. （原始内容存档于2024-05-05） –TACC （俄语）.
8. ↑  李东旭. . 新华社. 2020-09-07  [2023-05-21]. （原始内容存档于2023-05-21） （中文（中国大陆））.
9. ↑  . РИА Новости.   [2024-05-05]. （原始内容存档于2024-06-24） （俄语）.
10. ↑  Новости, Р. И. А. . РИА Новости. 2022-12-21  [2024-05-05]. （原始内容存档于2024-05-05） （俄语）.
11. ↑  Sputnik, Радио. . Радио Sputnik. 2023-01-17  [2024-05-05]. （原始内容存档于2024-05-05） （俄语）.
12. ↑  Sputnik, Радио. . Радио Sputnik. 2024-03-12  [2024-05-05]. （原始内容存档于2024-05-05） （俄语）.
13. ↑  . Institute for the Study of War.   [2024-05-08]. （原始内容存档于2024-06-21） （英语）.
14. ↑  Новости, Р. И. А. . РИА Новости. 2024-05-04  [2024-05-05]. （原始内容存档于2024-05-10） （俄语）.
15. ↑  Kateryna Denisova. . The Kyiv Independent. 2024-05-08  [2024-05-09]. （原始内容存档于2024-05-16）.
16. ↑  . 俄罗斯卫星通讯社. 2024-08-13  [2024-08-25]. （原始内容存档于2024-09-16）.
17. ↑  Hird, Karolina; Evans, Angelica; Wolkov, Nicole; Mappes, Grace; Zehrung, Haley. . Institute for the Study of War. 2024-09-10  [2024-09-10]. （原始内容存档于2024-09-11）. Geolocated footage posted on September 9 indicates that Russian forces seized Krasnohorivka [...] The Russian MoD also claimed that Russian forces seized Krasnohorivka, consistent with the available geolocated evidence.
18. ↑  . The Moscow Times. 2024-09-10  [2024-09-12]. （原始内容存档于2024-10-05） （英语）.
19. ↑  . 中國評論通訊社. 2024-09-12  [2024-09-12]. （原始内容存档于2024-11-27）.